# Гранит-Фолс (город, Миннесота)
Гранит-Фолс (англ. Granite Falls) — город в округах Чиппева, Ренвилл и Йеллоу-Медисин штат Миннесота, США. На площади 9,6 км² (8,9 км² — суша, 0,6 км² — вода), согласно переписи 2010 года, проживают 2897 человек. Плотность населения составляет 311,6 чел./км². 
- Телефонный код города — 320
- Почтовый индекс — 56241
- FIPS-код города — 27-25280[1]
- GNIS-идентификатор — 0644347[2]